# عاشق إلهي البرني
محمد عاشق إلهي البرني المدني (1343 - 1422 هـ) هو من علماء الهند المسلمين.
ولد في بلدة «بلند شهر» في الولاية الشمالية الهندية. درس القران ومنهج الدرس النظامي. درّس في جامعة دار العلوم ديوبند وبعدها في رمضان 1396 هـ ذهب إلى الحجاز واشتغل بالتدريس والتصنيف.

## مؤلفاته
من مؤلفاته: «مجاني الأثمار من شرح معاني الآثار» و«زاد الطالبين من كلام رسول رب العالمين ﷺ».